# Sherlock Holmes (film din 1932)
Sherlock Holmes (sau Conan Doyle's Master Detective Sherlock Holmes) este un film american din 1932 care a apărut înainte de Codul Hays, cu Clive Brook, ca detectivul omonim din Londra. Filmul se bazează pe  piesa de teatru Sherlock Holmes de William Gillette, la rândul său, bazată pe scrierile lui Arthur Conan Doyle. Filmul este regizat de William K. Howard pentru Fox Film Corporation. Brook a jucat anterior rolul lui Holmes în The Return of Sherlock Holmes și în segmentul "Murder Will Out" din Paramount on Parade.
Reginald Owen a interpretat rolul dr. Watson, iar Ernest Torrence este oponentul principal al lui Holmes, profesorul Moriarty. Reginald Owen l-a jucat pe Sherlock Holmes în anul următor în Un studiu în roșu.
Owen este primul dintre cei patru actori care l-au interpretat atât pe Holmes cât și pe Watson - Jeremy Brett l-a interpretat pe Watson pe scena teatrului din Statele Unite și, cel mai faimos, pe Holmes la televiziunea britanică, Carleton Hobbs a jucat ambele roluri în adaptările radio britanice, în timp ce Patrick Macnee  a jucat ambele roluri în filme de televiziune produse în SUA.

## Prezentare
Moriarty este condamnat la moarte și Sherlock Holmes se pregătește să se retragă în mediul rural și să se căsătorească cu partenera sa.
În timpul procesului, Moriarty a promis să se răzbune spunând că Holmes, Lt. Gore-King de la Scotland Yard și judecătorul vor fi, de asemenea, spânzurați. Când Moriarty reușește să scape pentru a-și îndeplini amenințarea, Holmes este forțat să-și amâne retragerea.

## Distribuție
- Clive Brook . . . Sherlock Holmes
- Miriam Jordan . . . Alice Faulkner
- Ernest Torrence . . . Moriarty
- Herbert Mundin . . . George
- Reginald Owen . . . Watson
- Howard Leeds. . . Micul Billy
- Alan Mowbray . . . Colonel Gore-King
- C. Montague Shaw . . . Judecător
- Frank Atkinson . . . Bărbat în Bar
- Ivan F. Simpson . . . Faulkner
- Stanley Fields . . . Tony Ardetti

Nemenționat:
- Ted Billings - Carnival Thug
- Roy D'Arcy - Manuel Lopez
- Edward Dillon - Al
- John George - Bird Shop Thug
- Robert Graves - Gaston Roux
- Lew Hicks - Paznicul închisorii
- Brandon Hurst - secretar la Erskine
- Claude King - Sir Albert Hastings
- Arnold Lucy - Capelan
- Lucien Prival - Hans Dreiaugen